# Schnautzer pitic

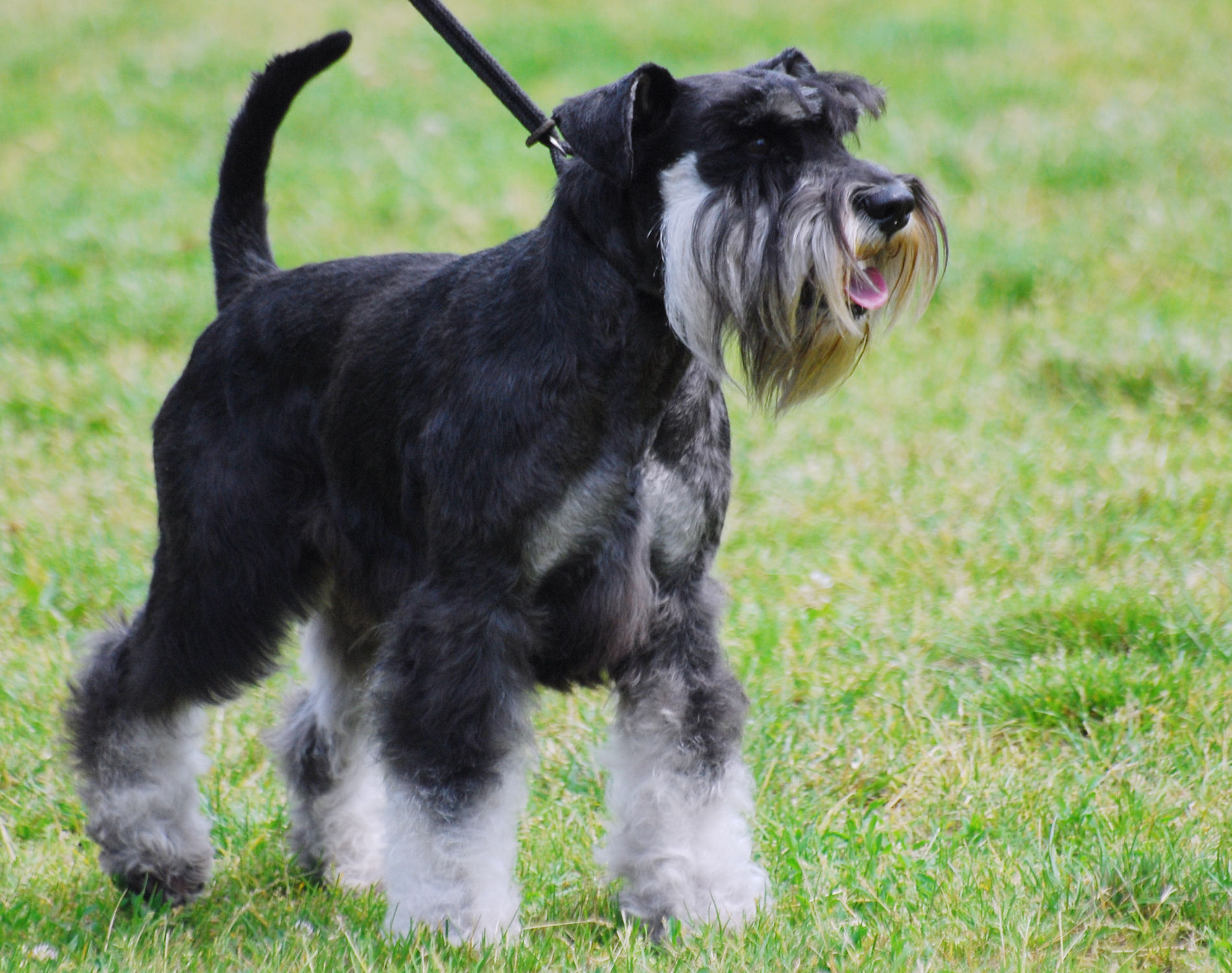

Schnautzer pitic este o rasă de câine pitic originar din Germania. Rasa rămâne una dintre cele mai populare la nivel mondial, în primul rând pentru temperamentul său și pentru dimensiuni relativ mici.  Începând cu 2017 este cea de-a 17-a cea mai populară rasă din SUA. 